# Juliana Lancová
Juliana Lancová (2. března 1878 Praha – 14. dubna 1962 Praha) byla česká vědkyně, spisovatelka, básnířka a překladatelka.

## Životopis
Její rodné příjmení není známo. Provdala se za Jana Lance, spolu měli syna Ing. Jana Lance.
Juliana Lancová byla významná představitelka české vědy před rokem 1945, věnovala se činnosti literární a sociální v oboru ženské otázky. Založila mnoho ženských spolků, ve kterých aktivně pracovala. Byla generální tajemnicí Ústředí poraden pro volbu povolání, tyto poradny zakládala a propagovala. V Praze XII bydlela na adrese Ve Pštrosce 8.

## Dílo

### Básně
- Tu píseň zkazili jsme – Máj, str. 486, 1906
- Sen; Mé dítě – Zvon týdenník belletristický a literární, str. 419–420, 1906

### Spisy
- Správná volba povolání: Praktická příručka pro rodiče, vychovatele, učitele, lékaře, poradce, zaměstnavatele, zaměstnance atd. – Juliana Lancová, Cyril Stejskal, Oldřich Říha, František Šeracký. Praha: Ústředí poraden pro volbu povolání, 1925
- Praktická hospodyňka. Souhrn nauk, pokynů a předpisů ke správnému a úspornému vedení domácnosti a návod, jak si může hospodyňka svou namáhavou a zpravidla neutěšenou práci neobyčejně ulehčit – řídí Olga Stránská, spolupracovníci: … Juliana Lancová [Volba povolání s. 1371, Volba povolání dívek s. 1374] ... Praha: F. Strnadel a spol., 1927
- Psychologie ženy – napsali Juliana Lancová a Tomáš Trnka. Praha: Masarykův lidovýchovný ústav, 1929
- Kniha ženských zaměstnání: praktický rádce při volbě povolání dívek – za součinnosti vynikajících odbornic a odborníků zpracovala a redigovala Juliana Lancová: Praha: Melantrich, 1929
- Cesta dítěte do povolání – Praha: Státní nakladatelství, 1931
- Volba povolání – Praha: Státní nakladatelství, 1931

### Překlady
- Fra Celestes – Ricarda Huchová; z němčiny. Praha: Alois Hynek, 1911
- Hliněný dům. Hra III. – E. Faber

### Články
- 1907/1908 „Nietzsche a my“, Ženský obzor 7, s. 34–36
- 1911/1912 „Ženský problém erotický“, Ženský obzor 11, s. 112–114
- 1912 „Nietzschova žačka Lou Andreas Salomé“, Přehled 11, s. 123
- 1917 Ženský problém v románovém díle Gabriely Reuterové, Sborník filologický ročník 1917, číslo 6, Přehled 12, s. 33–35, 88–90, 102–103, 198–200
- 1917 „Romantická touha a klasická vůle“, Ženský obzor 15, s. 1–5, 33, 65
- 1918 „On a ona“, Ženský obzor 16, s. 3–9, 35–39, 67–71, 99–102, 131–141
- Kurs pro pracovníky v poradnách pro volbu povolání – Pedagogické rozhledy věstník literárního a pedagogického odboru při Ústředním spolku jednot učitelských v Čechách, ročník 34, datum vydání 12.1924
- Jsou si rovni muž a žena? – Ženská rada s. 51, 1929
- Masaryk a ženy. Sborník k 80. narozeninám prvního presidenta republiky Československé – Anketa: Můj nejsilnější dojem ... Jul. Lancová ... Ženská národní rada v Praze, 1930